# Brígido Duque
Brígido Duque Escalona (Burlada, Navarra, 18 de enero de 1970), más conocido con el nombre artístico de «Brigi Duke», es un músico navarro; conocido principalmente por ser cantante y guitarrista de la banda de metal Koma y batería de las bandas Txarrena y El Drogas.

## Biografía
Brígido Duque comenzó a tocar la caja en 1983 en la banda municipal de Burlada. A los 15 años adquirió su primera batería para formar la orquesta "SONA" en la que estuvo dos años y continuó tocando este instrumento en varios grupos locales como TABU, STRULL o MUGRE. En un momento dado, Rafa Redín y Natxo Zabala (por aquel entonces en una banda de nombre Mephisto) propusieron a Brigi ser el cantante de su grupo, a lo que este accedió dejando de lado la batería para ponerse a la voz y guitarra rítmica.
Poco después Mephisto dio por terminada su etapa como grupo, y junto a Juan Carlos Aizpún a la batería se formó el grupo Koma en 1995. Brigi permaneció activo con la banda hasta 2012, cuando anunció su decisión de abandonar el grupo. Unos meses después de este suceso (finales de 2012), la banda Koma anunció su disolución. En 2018 la banda anunció su vuelta con una gira.
Actualmente colabora como baterista del grupo de El Drogas. También es productor y se desplaza con su estudio de grabación portátil a dónde el grupo quiere hacer la grabación.

## Colaboraciones de Brigi Duque
Desde que comenzó en Koma, Brigi ha realizado innumerables colaboraciones, tanto con grupos conocidos en España como grupos que comienzan. Colaboraciones como estas dan un pequeño empujón a los grupos poco conocidos al contar con artistas consagrados y conocidos por el público.
- Hemendik At! - Txanogorritxo (1997)
- OST - Cucarachas (1998)
- Txapelpunk - Redes (2000)
- Idi Bihotz - Egiaren Itzala (2002)
- Khamul - ¿Tienes dinero? (2002)
- Silencio Absoluto - Oigo campanas (2002)
- Dikers - De narices (2005)
- Legen Beltza - War Of Wars (2006)
- KUDAI - (Segi) Belauniko (2006)
- Krakem - Ninnos (2007)
- Ataramiñe kantuz (VV.AA.) - Gau ilargitsuetan (2007)
- Marea - Nana de Quebranto [Directo] (2007)
- Hotz - Perros de Partido (2007)
- Idi Bihotz - Egiaren Itzala (2007)
- Barricada - Contra la pared [Directo] (2008)
- Ukabildu - Sin rumbo (2008)
- Marvin - Por una vida [con El Drogas (Barricada) & Iker (Dikers)] (2008)
- Despistaos - El único espectador (2009)
- A Traición - Frío invierno (2009)
- Alimaña HC - Desolación (2009)
- Bocanada - Campo a través (2009)
- Pan de Higo - Las vergüenzas de los zotes (2009)
- Iratxo - Oveja Negra (2009)
- Elbereth - Itzalak Leihoetan (2009)
- Gobernors - Kristal kolpatuak (2009)
- SeisKafes - Esclavos (2010)
- Dimefest IV (VV.AA.) - Cowboys From Hell [Directo] (2010)
- Hotz - Circo Judicial (2010)
- Censurados - Música (2011)
- Rat-Zinger - Mi navaja (2011)
- Atake Urbano - Lejos de aquí (2011)
- Porretas - Si bebes no conduzcas (20 y serenos, 2011)
- Mr. Fylyn - Sobrevivientes (2011)
- Zirrosis - Vota por mi (2011)
- KVS Kavrons - Sin ganas (2011)
- Desalojo - A cada instante (2012) [junto a Boni de Barricada, Kutxi Romero de Marea, Martín de Bocanada Rock, Marta Recalde de Marti-K]
- DameTVVision - Apaga la luz y verás (Brigi Duke y Malo) (2012)
- Obús - Vamos muy bien [Directo] (2012)
- Habeas Corpus - No en mi nombre (2013)
- Space Octopus - La Balanza (2014)
- Rat-Zinger - L.E.Y. (2014)
- Zaunk - Zaunka (2014)
- Ene Kantak - Astonauta tronpeta flauta (2016)
- XpresidentX - Consparanoicos (2017)
- O'funk'illo - Al rollo del cogollo (2018)
- El Portal De Jade - Gigantes (2018)
- Los Tenampas y El Mariachi - Chavito denunció (2019)
- Ion De Luis - Izan bidea (2020)
- Kameos - Corre (2020)

## Discografía
Con el grupo Koma:
- Maqueta, 1995.
- Koma, (GOR, 1996).
- El infarto, (GOR 1997).
- El catador de vinagre, (GOR 1999).
- Criminal, (Locomotive Music, 2000).
- Molestando a los vecinos, (Locomotive Music, 2001).
- Sinónimo de ofender, (Locomotive Music, 2004).
- Sakeo, (Maldito Records, 2007).
- La maldición divina, (Maldito Records, 2011).
- La fiera nunca duerme, (Autoproducido, 2018).

Con Txarrena:
- Azulejo frío, (Maldito Records, 2011).
- Con nocturnidad y alevosía, (Maldito Records, 2012)

Con El Drogas:
- Demasiado tonto en la corteza, (Maldito Records, 2013).
- Un día nada más, (Warner Music Spain, 2016).
- Sombras que la luz grita, (Warner Music Spain, 2016).
- Sólo quiero brujas en esta noche sin compañía, (Warner Music Spain, 2019).